# Pär Hansson
Pär Johan Åke Hansson (Vejbystrand, 22 juni 1986) is een voormalig Zweeds voetballer die als doelman speelde.

## Clubcarrière
Hansson kwam uit voor Helsingborgs IF in de Allsvenskan. Hij speelde sinds 2009 148 duels en maakte één doelpunt. Met Helsingborgs werd hij in 2011 landskampioen en won hij de Zweedse voetbalbeker in 2010 en 2011 en de Supercupen in 2011 en 2012. In 2008 werd Hansson verhuurd aan Ängelholms FF waarvoor hij 30 keer in actie kwam.
Op 25 januari 2016 tekende Hansson een contract voor 1,5 jaar bij Feyenoord. Hij is gehaald als (tijdelijke) vervanger van de zwaargeblesseerde reservedoelman Warner Hahn. Bij Feyenoord ging hij spelen met rugnummer 23. In zijn eerste half jaar in De Kuip kwam hij één keer in actie; in een oefenduel tegen Sparta Rotterdam verving hij Kenneth Vermeer, die bij de selectie van het Nederlands elftal zat. Vermeer scheurde op 5 juli 2016 zijn achillespees op de training. Feyenoord haalde kort daarna Brad Jones als doelman en Hansson moest met Jones strijden om een plaats in het doel bij Feyenoord. Hansson maakte zijn officiële debuut voor Feyenoord tijdens het met 0-1 verloren duel om de Johan Cruijff Schaal, tegen PSV. Vanwege een blessure van Jones maakte Hansson in november 2016 ook zijn competitiedebuut voor Feyenoord, in een wedstrijd uit tegen Go Ahead Eagles. Ook deze wedstrijd werd met 1-0 verloren. Na de terugkeer van Vermeer raakte Hansson buiten beeld en vanaf eind maart 2017 was hij ook op de bank gepasseerd, door Justin Bijlow. Na afloop van het seizoen 2016-2017 werd Hanssons contract bij Feyenoord niet verlengd en verliet hij de club en keerde vervolgens terug bij Helsingborgs. Hier kwam hij in twee seizoenen tot 39 competitie-optredens, waarna hij zijn carrière beëindigde.

## Interlandcarrière
In 2002 debuteerde Hansson bij Zweden onder 17 en hij speelde zeven duels in 2002 en 2003. In 2004 debuteerde hij voor Zweden onder 19. Hij speelde tien duels in 2004 en 2005. Van 2007 tot en met 2009 speelde Hansson voor Zweden onder 21. Sinds 2010 kwam hij zeven keer uit voor het Zweeds voetbalelftal  en hij maakte deel uit van de Zweedse selectie voor het Europees kampioenschap voetbal 2012. Hansson debuteerde voor het Zweeds voetbalelftal op 19 januari 2011 in de gewonnen uitwedstrijd tegen Botswana (1-2) in Kaapstad, net als Niklas Backman (AIK Solna), Pierre Bengtsson (FC København), Jiloan Hamad (Malmö FF), Rasmus Jönsson (Helsingborgs IF) en Nordin Gerzić (Örebro SK). Hij kwam uiteindelijk in drie jaar tot zes interlands.

## Erelijst

### MetFeyenoord
| Eredivisie | 1x | 2016/17 |
| KNVB beker | 1x | 2015/16 |